# Wat Phrathat Doi Suthep
Wat Phrathat Doi Suthep (thai: วัดพระธาตุดอยสุเทพ, thailändskt uttal: [wát.pʰráʔ.tʰâːt.dɔ̄ːj.sùʔ.tʰêːp])  är ett av Thailands största watkomplex (tempelområden), beläget 15 kilometer norr om Thailands näst största stad Chiang Mai i norra Thailand. Det kallas ofta bara Doi Suthep, vilket egentligen är namnet på det berg där det är beläget. Det är ett populärt turistmål.